# Motobloc Type M (1906)
Dieser Motobloc Type M ist ein Pkw-Modell aus der Zeit vor dem Ersten Weltkrieg (1914–1918). Hersteller war Motobloc im französischen Bordeaux.

## Beschreibung
Das Modell wurde von 1906 bis 1911 hergestellt. Es wurde aufgrund seines Motors auch 30/40 CV und 40 CV genannt.
Der Vierzylindermotor besteht aus zwei Paaren von jeweils zwei Zylindern. Dazwischen befindet sich das Schwungrad. Bohrung und Hub betragen jeweils 130 mm. Das ergibt 6902 cm³ Hubraum. Die Motorleistung wird über ein Vierganggetriebe und Ketten an die Hinterräder übertragen. Typisch für Motobloc ist, dass Motor und Getriebe miteinander verblockt sind.
In den 1920er Jahren gab es mit dem Type M von 1922 ein gleichnamiges, aber kleineres Modell.